# Alfred Müller-Armack
Alfred Müller-Armack, né le 28 juin 1901 à Essen et mort le 16 mars 1978 à Cologne, est un économiste allemand, sociologue de la culture, à l'origine du terme et cofondateur de l'économie sociale de marché.

## Biographie
Né Alfred August Arnold Müller, il est le fils d'Hermann Justus Müller, directeur des opérations de la société Krupp, et de son épouse Elise Dorothee née Armack. Il ajoute à son patronyme le nom de jeune fille de sa mère dès les années 20 et publie sous ce nom à partir de 1929.

### Enfance et formation
Alfred Müller-Armack grandit dans une famille protestante. Il fait ses études secondaires à l'école Goethe d'Essen.
À l'université, il étudie l'économie à Giessen, Fribourg, Munich et Cologne avec une formation complémentaire en philosophie et droit. Il obtient un doctorat d'économie politique en 1923 sous la supervision du sociologue et économiste Leopold von Wiese et une habilitation à enseigner en 1926 à l'université de Cologne où il devient le plus jeune maître de conférences.

### Vie de famille
Il épouse en 1934 Irmgard Fortmann avec qui il a un fils Andreas né en 1941.

### Carrière
La carrière d'Alfred Müller-Armack sera liée aux événements historiques touchant l'Allemagne.

#### Crise et guerre
De son doctorat à la fin des années 30, il est professeur à Cologne et se consacre à l'économie politique dans le contexte de la crise économique et des prises de pouvoir du fascisme et du nazisme. Il voit d'abord en eux une alternative possible au communisme montant et au libéralisme associé à la crise économique.
Son attitude vis-à-vis du régime nazi reste controversée, certains soulignant sa coopération avec des membres et organisations – membre du NSDAP dès 1933 et du Nationalsozialistischer Rechtswahrerbund de 1937 à 1941 -, d'autres rappelant que ses supérieurs critiquaient son manque d'engagement, qu'un de ses ouvrages fut interdit de republication en 1935 ou que lui-même critiquait les vues racistes,. Il indiquera plus tard que vu la pression des nazis, il ne publiera plus rien sur l'économie politique de 1933 à 1945, se consacrant à une sociologie de la religion.
En 1938, il prend en effet un poste à l'université de Münster où il exerce comme professeur d'économie politique et de sociologie culturelle, en particulier de sociologie des religions. Mais il est aussi  directeur général de l’Institut des sciences économiques et sociales et directeur d'un centre de recherche sur l'habitat et le logement.
En 1940, avec le soutien de l'industrie du textile, il fonde un Centre de recherche sur le textile et l'économie générale de marché qui sera notamment amené à travailler avec la Wehrmacht.
Au cours des années de guerre, il entretient des contacts informels avec les économistes fribourgeois, Walter Eucken, Erwin von Beckerath (de), Adolf Lampe (de) et d'autres économistes du « Groupe de travail sur l'économie » de l'Académie de Droit allemand.

#### Reconstruction allemande
La guerre terminée, Alfred Müller-Armack reprend son travail d'économie politique et se consacre à la reconstruction en s'engageant politiquement.
Il rejoint la CDU en 1946 et retourne à l'université de Cologne en 1950 où il fonde un Institut de politique économique. De 1947 à 1966, il sera membre du Conseil consultatif scientifique pour le logement du ministère fédéral de l'Économie et membre de la Société des sciences économiques et sociales..
En 1952, il est nommé au ministère de l'Économie par Ludwig Erhard dont il devient un bras droit, participant à l'application d'une économie sociale de marché élargissant les conceptions d'Erhard et de l'ordolibéralisme.

#### Construction européenne
En 1957, Alfred Müller-Armack joue un rôle décisif dans la rédaction et la conclusion du traité de Rome où il dirige souvent les négociations au nom d'Erhard. Il  est membre du conseil d'administration de la Banque européenne d'investissement jusqu'à 1977 malgré son retrait ultérieur de la politique.
En 1958, il devient secrétaire d'État chargé des affaires européennes.
De 1960 à 1963, il est le premier président du comité économique de la Communauté européenne.

#### Dernières années
En 1963, Alfred Müller-Armack propose sa démission lorsque les négociations d'entrée du Royaume-Uni échouent avec l'opposition française et quitte son poste en novembre 1963,. Il abandonne alors les responsabilités politiques et se consacre à nouveau au travail scientifique bien qu'il maintienne une activité politique et de conseil jusqu'à sa mort.
À partir de 1964, il sera membre du comité exécutif fédéral de la CDU, du conseil municipal de Cologne de 1965 à 1967. Il sera aussi président du conseil de surveillance de l'entreprise Essener Rheinstahl AG et président de la Fondation Ludwig Erhard en 1977.

#### Mort
Il décède en 1978 à l'âge de 76 ans à l'hôpital universitaire de Cologne. Il est enterré au cimetière de Riedering (district de Rosenheim en Haute-Bavière).

## Travaux
Alfred Müller-Armack est surtout connu pour avoir mis en place les principes de l'économie sociale de marché.
Dans ses premiers travaux, il considère que les fluctuations économiques ne suivent pas un modèle régulier mais émergent de processus contingents et demande que l’État mène une politique stabilisatrice afin d’éviter les évolutions indésirables d'une économie libérale. Dans les « Lois de l’évolution du capitalisme » (Entwicklungsgesetze des Kapitalismus (1932)), il entend donner une alternative aux théories marxiste et libérale de l'État et critique  les croyances libérales en des rapports pacifiés entre État parlementaire et marché.
Avec la crise de 1929, il considère alors avec espoir le rapprochement entre ordre étatique et économique porté par le fascisme et le nazisme, croyant aux promesses de préservation  de la liberté individuelle faites par ce dernier. Il publie ainsi en 1933 « Idées d'État et ordre économique dans le nouveau Reich » (Staatsidee und Wirtschaftsordnung im neuen Reich), ouvrage qui ne sera pas apprécié par le pouvoir nazi et interdit de republication en 1935.
S'éloignant des recherches concrètes de politique économique, il développe alors une sociologie des religions dans la lignée des travaux de Max Weber tels que L'Éthique protestante et l'Esprit du capitalisme. Dans « Généalogie des styles économiques »  (Genealogie der Wirtschaftsstile (1941)), il considère que chaque époque à son style économique (Wirtschaftsstile) comme on parle de style baroque en histoire de l'art. Un tel style unit l'aspect matériel économique et l'aspect spirituel, intellectuel, où s'intégre une sociologie des religions comme sociologie culturelle.
Il poursuit ces idées avec  « Le siècle sans Dieu » ( Das Jahrhundert ohne Gott) de 1948 et « Diagnostic de notre présent » ( Diagnose unserer Gegenwart) de 1949 où à la sécularisation des sociétés dont l'apogée aurait été pour lui le nazisme, il oppose une « rechristianisation » qui serait porté par un humanisme social se concrétisant dans l'économie sociale de marché.
Il présentera cette théorie comme une proposition irénique, formule de réconciliation visant à réduire les tensions idéologiques entre les camps. Le débat entre libéralisme et marxisme serait ainsi traduit en lien entre liberté et équilibre social complétés par l'éthique sociale chrétienne, conceptions développées dans « Contrôle économique et économie de marché » (Wirtschaftslenkung und Marktwirtschaft) en 1947.
Il abandonne alors ses positions d'avant-guerre sur le rapprochement de l'État et de l'économie, et rejoint celles des économistes de Fribourg, demandant qu'une séparation des pouvoirs entre l'État et l'économie soit inscrite dans la Constitution.
Dans l'économie sociale de marché, le principe de base est la concurrence, moteur de l'ordre économique qui doit être alimenté par des incitations de l’État pour éviter une stagnation mais dont la direction et le régime est à maîtriser par celui-ci, pilote de l'économie. Les distorsions de concurrence doivent être corriger et un système social doit prendre en charge ceux qui ne sont pas aptes à y participer, les jeunes, les personnes âgées, les chômeurs etc.. Pour Müller-Armack, ces prescriptions doivent rester pragmatiques, il n'y a pas de recette toute faite et il s'agit de s'adapter aux évolutions de l'époque.
Dans les années 60 et 70, il s'efforce de consolider ses conceptions avec plusieurs publications les reprenant dans un souci de lier politique, économie et éthique notamment avec le thème de l'unification européenne.

## Publications
- (de) Entwicklungsgesetze des Kapitalismus : ökonomische, geschichtstheoretische und soziologische Studien zur modernen Wirtschaftsverfassung, Berlin, Junker & Dünnhaupt, 1932, 218 p.
- (de) Staatsidee und Wirtschaftsordnung im Neuen Reich, Berlin, Junker & Dünnhaupt, 1933
- (de) Genealogie der Wirtschaftsstile : Die geistesgeschichtlichen Ursprünge der Staats- und Wirtschaftsformen bis zum Ausgang des 18. Jahrhunderts, Stuttgart, Kohlhammer, 1941
- (de) Wirtschaftslenkung und Marktwirtschaft, Hamburg, Verlag für Wirtschaft und Sozialpolitik, 1947 (présentation en ligne)
- (de) Das Jahrhundert ohne Gott : Zur Kultursoziologie unserer Zeit, Münster, Regensberg, 1948
- (de) Diagnose unserer Gegenwart : Zur Bestimmung unseres geistesgeschichtlichen Standorts, Gütersloh, Bertelsmann, 1949
- (de) Religion und Wirtschaft : Geistesgeschichtliche Hintergründe unserer europäischen Lebensform, Stuttgart, Kohlhammer, 1959
- (de) Studien zur sozialen Marktwirtschaft, Institut für Wirtschaftspolitik an der Universität Köln, 1960
- (de) Wirtschaftsordnung und Wirtschaftspolitik : Studien und Konzepte zur sozialen Marktwirtschaft und zur europäischen Integration, Freiburg, Rombach, 1966
- (de) Wirtschafts- und Finanzpolitik im Zeichen der sozialen Marktwirtschaft : Festgabe für Franz Etzel, Stuttgart, Seewald, 1967
- (de) Auf dem Weg nach Europa : Erinnerungen und Ausblicke, Tübingen, Wunderlich, 1971 (ISBN 3-8052-0202-4)
- (de) Genealogie der Sozialen Marktwirtschaft : Frühschriften und weiterführende Konzepte, Bern/Stuttgart, Haupt, 1974 (ISBN 3-258-01198-2)
- (de) « Die zentrale Frage der Forschung : Die Einheit von Geistes- und Naturwissenschaften », ORDO, vol. 28,‎ 1975, p. 13–23